# 앨로 블랙
앨로 블랙(Aloe Blacc, 1979년 1월 7일 ~ )은 미국의 싱어송라이터이다.